# Архангельское (Немский район)
Архангельское (Кырчаны Архангельское) — село в Немском районе Кировской области, административный центр Архангельского сельское поселение.

## История
История села тесно связана с заселением «за Кырмыжем дикого раменья» на границе Хлыновского и Казанского уездов в XVII веке русскими переселенцами.
В 1629 году земли между Казанским и Хлыновским уездом («в Березовском стану, за Кырмыжем, дикое раменье … то место от людей удалено вёрст со 100») были отданы в льготу, до 1640 года, вятчанам Епифанку Феденину да Игнашке Максимову да Ваське Буторину.
В 1648 году поселенцы отдали земли Вятскому Успенскому монастырю. На следующий год монастырем была получена благословенная грамота патриарха Иосифа, на постройку храма Вознесения Господня (ныне посёлок Суна). Ещё через год царём Алексеем Михайловичем дана была грамота на владение Успенским монастырем земель «дикого раменья за Кырмыжем», в том числе вверх по рекам Кырмыж, Ошети и Пили, по реке Суне — вниз до устья (до Вои), а по Лудяне — от Ошлани до истока.
Тогда же Успенскому монастырю начал первые тяжбы по отводу дополнительных земель в свою вотчину, ссылаясь на то, что это земли Хлыновского уезда. В ходе первой попытки, в 1651 году, размежевания Хлыновского и Казанского уездов, среди прочих сёл, было переписано село «на речке Кирчане, а в нём церковь собор архистратига Михаила».
В 1668 году установлена граница между Казанским и Хлыновским уездами по реке Вое, таким образом село Кирчанское Архангельское оказалось в Казанском уезде, а Кирчанское Богоявленское (ныне село Кырчаны Нолинского района)— в Хлыновском.
Село названо по наименованию первой церкви — храма Архангела Михаила.

## География
Расположено на левом берегу реки Вои, напротив села Кырчаны (Нолинский район), в 22 км к северо-западу от Немы и в 112 км к югу от Кирова.
Через село проходит автодорога на село Богородское (поворот с Казанского тракта).

## Население
| 2010 |
| ---- |
| 1082 |

## Церкви
Архангельская церковь (Михаила Архангела) — построена около 1663 году, деревянная. По всей видимости, первая церковь погоста Архангельского (Кырчаны). Храм стал полностью непригодным к службе к 1699 году. Вместо неё решено было построить новую церковь, также во имя Михаила Архангела. Известно имя строителя — некто Иван Михайлов сын Лихачёв, крестьянин Чепецкого стану, подрядившийся построить её за 43 рубля.
Спасская — построена в 1780 году. Закрыта в 1937 году, колокола с церкви сброшены перед Великой Отечественной войной. В 1966 году с церкви спилены кресты и на их место поставлены красный флаг и пятиконечная звезда, в самой церкви прошла реконструкция. На следующий год в здании открыт Дом культуры с кинобудкой и библиотека. В 1995 году с церкви снят красный флаг и звезда. На пожертвования жителей села в 1996 году на церкви поставлены кресты. В начале 2011 года Архангельский Дом культуры и библиотека были переведены в другое здание. С марта 2011 года отцом Сергием Васильевичем (Колупаевым) с прихожанами села была сделана молельная комната. С апреля 2013 года в храме начались регулярные богослужения.